# Neil Gehrels

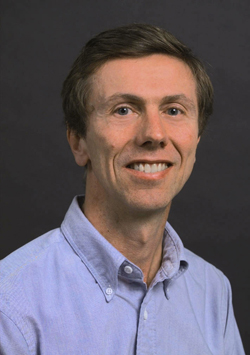
Neil Gehrels

Neil Gehrels (Cornelis A. Gehrels) (* 3. Oktober 1952 in Lake Geneva, Wisconsin; † 6. Februar 2017) war ein US-amerikanischer Astronom, der hauptsächlich auf dem Gebiet der Gammaastronomie arbeitete.
Gehrels befasste sich mit Gammaastronomie und der Entwicklung entsprechender Beobachtungsinstrumente und Satelliten. Sein wissenschaftliches Interesse galt besonders Gammablitzen und Supernovae. 1976 erlangte er Bachelorgrade in Physik und Musik an der University of Arizona, 1982 promovierte er am California Institute of Technology. Er war Projektwissenschaftler für das Compton Gamma Ray Observatory (1991–2000). Gehrels war Leiter des Laboratoriums für Astroteilchenphysik des NASA-Goddard Space Flight Center und leitender Wissenschaftler der Swift-Mission (seit 1998) sowie Missionswissenschaftler für Integral (seit 1995) und stellvertretender Projektwissenschaftler für GLAST (seit 2000).
Gehrels war verheiratet und hatte zwei Kinder. Sein Vater war der Astronom Tom Gehrels.
Nach seinem Tod beschloss die NASA, den Forschungssatelliten Swift in Neil Gehrels Swift Observatory umzubenennen.

## Auszeichnungen (Auswahl)
- 1993 Fellow der American Physical Society
- 2007 Bruno-Rossi-Preis
- 2008 Aufnahme in die American Academy of Arts and Sciences
- 2009 Henry Draper Medal
- 2010 Aufnahme in die National Academy of Sciences
- 2015 Namensgeber für den Asteroiden (16000) Neilgehrels
- 2017 Dan-David-Preis